# Homonoea longimana
Homonoea longimana es una especie de escarabajo longicornio del género Homonoea, tribu Homonoeini, orden Coleoptera. Fue descrita por Westwood en 1841.

## Descripción
Mide 22,5-28 mm de longitud.

## Distribución
Se distribuye por Asia: Filipinas.